# Streit
Streit (Mehrzahl Streite; auch Auseinandersetzung, Zank, Zwist, Zwistigkeit, Zwietracht, Hader, Stunk, Zoff) ist das offene Austragen einer Meinungsverschiedenheit zwischen zwei oder mehreren Akteuren, Personen, Gruppen oder auch Parteien (Politische Partei, Partei in einem Rechtsstreit, Kriegspartei). Der Streit muss nicht immer offenkundig und nicht notwendigerweise feindselig sein. Im Gegensatz zur neutraleren Diskussion ist er oft von emotionalen Elementen begleitet oder getragen.
Die Alltags- und Umgangssprache unterscheidet zwischen dem eher vagen „Zank“ und dem „Streit“ mit definierten Streitgegenständen, beispielsweise beim Wettstreit oder beim Rechtsstreit („Zank und Streit“); dabei wird der Begriff „Streit“ zumeist wertfrei oder ambivalent verwendet, wohingegen der Begriff „Zank“ eher abwertend besetzt ist („streitlustig“ gegenüber „zänkisch“).
Die hochdeutsche Standardsprache unterscheidet zudem zwischen den Begriffen „Zwietracht“ (ein die „Eintracht“ störender Streit) und „Hader“ (ein „bitterer“, anhaltender Streit, veraltend auch ein mit Waffen ausgetragener Streit, eine feindselige Auseinandersetzung oder gar ein Krieg): „Zwietracht und Hader säen“; „weit wallt und wogt der Hader“.
Ein eher humorvoller Streit wird auch als Kabbelei bezeichnet.

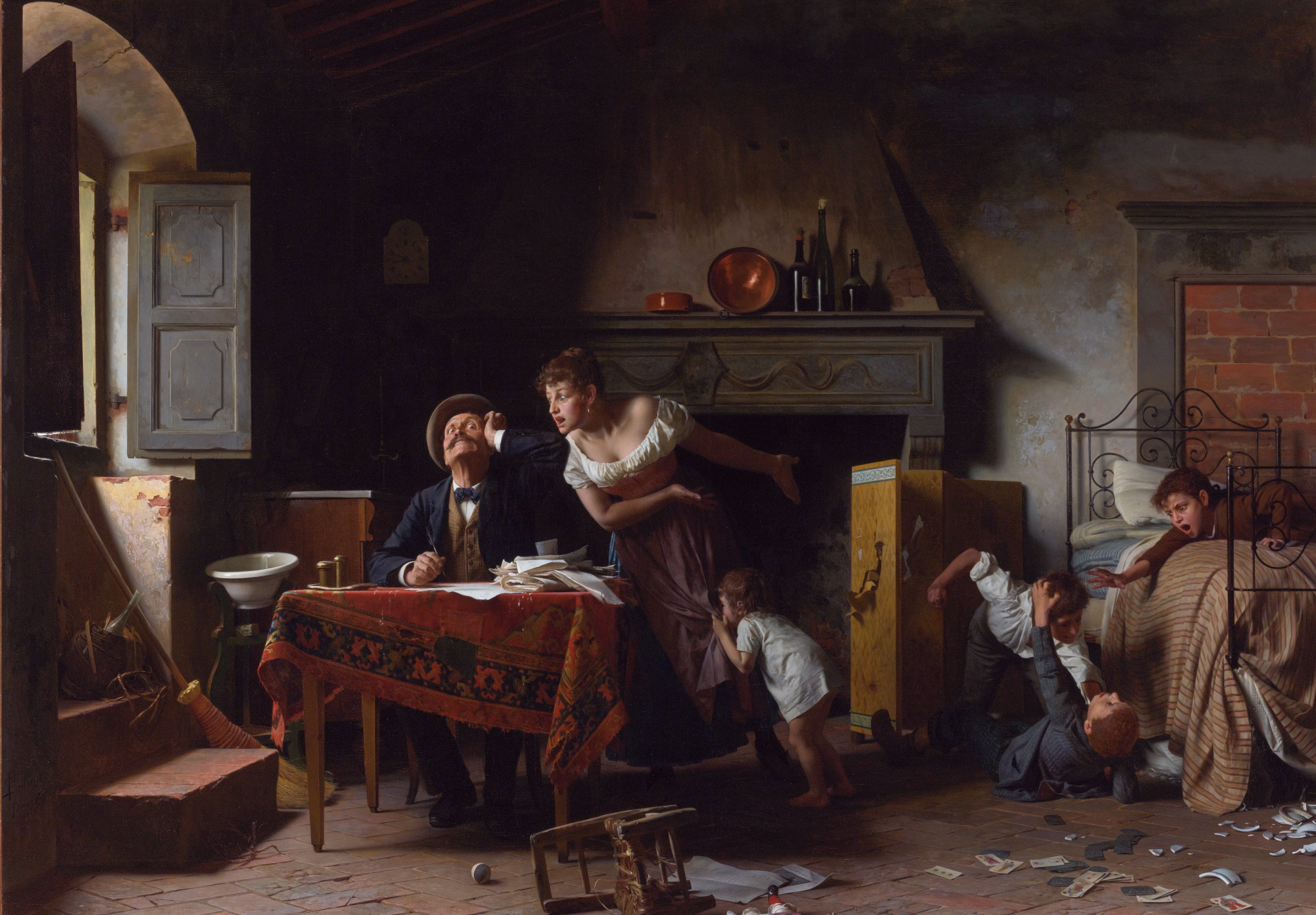
Wenn die Freude im Haus stirbt. Gemälde von Pietro Saltini

## Ursachen und Auslöser
Ursache eines Streits sind oft soziale Rahmenbedingungen; dazu zählen Interessenkonflikte zwischen Einzelnen oder Gruppierungen sowie anhaltende Rivalitäten. Dabei spielen in der Regel unterschiedliche oder nicht vereinbarte Orientierungen – Bewertungen oder Handlungsplanungen – im Hinblick auf einen bestimmten Sachverhalt eine zentrale Rolle.
Der offene Ausbruch eines Streits wird von persönlichen Merkmalen wie Eifersucht, Hass, Neid und Ruhmsucht eingefärbt und bedarf eines Anlasses. Dabei können diese Anlässe so gewichtig wie nichtig sein. Voraussetzung für einen Streit ist auch die innere Bereitschaft der Akteure, einen Streit zu führen, d. h. zu „streiten“.
Bezaubernde Beispiele für „Streit“ sind die Tuileries und Samuel Goldenberg und Schmuyle in den Bildern einer Ausstellung von Modest Petrowitsch Mussorgski.

„Jeder bessere Streit, der auf sich hält, bleibt solange im Unklaren darüber, wer ihn vom Zaume gebrochen hat, bis der Sieger konstatiert, daß es der Unterlegene gewesen ist.“

## Streitschlichtung
In den meisten deutschen Bundesländern gibt es Gremien für Streitschlichtung (Streitbeilegung), um gerichtlichen Auseinandersetzungen vorzubeugen. Die Schlichtung soll dazu beitragen, dass die beteiligten Parteien sich mit der Lage sachlich auseinandersetzen und zu einer friedlichen Lösung kommen, welche die Beteiligten akzeptieren können. Ein einheitliches Vorgehen gibt es nicht, da die Anforderungen je nach Streitsache, Parteien und nach Eingriffen zum Beispiel des Gesetzgebers variieren. Zur Schlichtung von Streitigkeiten zwischen Verbrauchern und Unternehmern hat die EU eine Richtlinie über alternative Streitbeilegung in Verbraucherangelegenheiten erlassen, die in Deutschland mit dem Verbraucherstreitbeilegungsgesetz umgesetzt wurde.
Streitschlichtung wird in vielen pädagogischen Institutionen (Schulen, Kitas) gepflegt oder erarbeitet. Kinder sollen durch Übung befähigt werden, Auseinandersetzungen in sozialen Gruppen verbal zu verfolgen, um damit auch ihre Fähigkeiten (siehe soziale Kompetenz) zur Streitschlichtung (bzw. verbalen Regulierung von Auseinandersetzungen) weiterzuentwickeln. Im Zuge dieser Vorstellung gilt Streit als normales Geschehen in einer sozialen Gruppe oder als Ereignis, bei dem mehrere Interessen evident werden. Nun gilt es, die widerstrebenden Interessen friedlich und möglichst produktiv (für das Gruppenleben) zu koordinieren.

## „Streit“ in der Soziologie
In der Soziologie ist „Streit“ ein von Georg Simmel 1908 in seiner Soziologie eingeführter Begriff, der heute fachsprachlich überwiegend als „sozialer Konflikt“ abgehandelt wird. Eine häufige Streitform in der Gesellschaft ist der Wahlkampf oder der Arbeitskampf.

## Streit in der Pädagogik
In vielen Erziehungsinstitutionen gibt es heutzutage Versuche, streitenden Parteien die Regulierung ihrer Probleme selbst zu überlassen, nachdem man bei den Beteiligten so etwas wie eine Streitschlichter-Kompetenz entwickelt hat. An vielen Schulen ist diese Möglichkeit der Regulierung unterschiedlicher Orientierungen eingeführt. Aber auch in Kindergärten werden ähnliche Versuche gemacht. Bei den pädagogischen Bemühungen spielen etwa folgende Aspekte eine wichtige Rolle:
- Ächtung körperlicher Gewalt
- Stärkung der Sprach- und Sprechfähigkeit
- Stärkung des Gemeinschaftsgefühls in Verbindung mit einer Entwicklung der Selbstwahrnehmung
- Einführung kindgemäßer Formen konstruktiver Konfliktbearbeitung (Herbert Vogt, 2000, S. 27).

Das Streitschlichter-Modell sähe etwa folgendermaßen aus:
- So fängt es an:  ein ruhiger Raum, eine kommunikative Sitzordnung, freundliche Begrüßung usw.
- Was ist passiert?: Die Parteien stellen den Streitfall dar, ohne die Schilderung der Gegenseite zu bewerten.
- Warum ist etwas passiert?: Die Hintergründe des Streits werden von den Parteien dargestellt – ohne den gegnerischen zu bewerten.
- Was können wir jetzt machen?: Ideen zur Lösung werden entwickelt. Eine Lösung wird erarbeitet.
- Vereinbarung:  Eine Vereinbarung wird abschließend von allen unterschrieben (siehe Literatur: TPS 6/2000, S. 29).

In der neueren Pädagogik geht man eindeutig von positiven Perspektiven im Zusammenhang mit dem Austragen von Streit und Auseinandersetzungen aus. Im Vordergrund steht nicht nur die Tatsache, dass die Atmosphäre in Gruppen, die es gelernt haben, ihre Streitereien selbst zu regulieren, besser ist als in Gruppen, in denen der Streit unterdrückt oder von oben herab reguliert wird. Auch die Kompetenz zur Streitschlichtung wird sehr geschätzt, die jemand erwirbt, der sich in Gruppen produktiv auseinandersetzen kann.
Neu ist das Thema allerdings nicht, denn in der antiautoritären Erziehung des zwanzigsten Jahrhunderts spielte die Möglichkeit der Regulierung von Konflikten auf Augenhöhe eine zentrale Rolle.

## „Streit“ im Sport
Im Sport erscheint der Begriff als Wettstreit (im antiken Griechenland als αγων, agon [gesprochen: „agoon“] kulturell bedeutsam und über sportlichen Wetteifer hinausreichend.)

## Bekannte Streitfälle
- Adiaphoristischer Streit
- Antiochenischer Zwischenfall
- Antiqua-Fraktur-Streit
- Antinomistischer Streit
- Arianischer Streit
- Babel-Bibel-Streit
- Brückenstreit
- Budweiser-Streit
- Homerische Frage
- Investiturstreit
- Majoristischer Streit
- Osiandrischer Streit
- Positivismusstreit
- Revisionismusstreit
- Streit um den Namen Mazedonien
- Streit um den Victoriaaltar
- Streit zwischen Einar und Eldjarn
- Sybel-Ficker-Streit
- Synergistischer Streit
- Synkretistischer Streit
- Sprachenstreit